# 洋湖乡 (樟树市)
洋湖乡，是中华人民共和国江西省宜春市樟树市下辖的一个乡镇级行政单位。

## 行政区划
洋湖乡下辖以下地区：
横梁社区、双溪村、荷园村、洋湖村、小溪村、古亭村、福城村、晏梁村、东阁村、武林村和敖洲村。